# JAS Records
JAS Records was een Amerikaans platenlabel, dat voornamelijk jazz uitbracht, heruitgaven maar ook nieuwe opnames. Het label werd in 1975 opgericht door Jack Lewerke, Sid Talmadge en Sammy Ricklin en was gevestigd in Los Angeles. De reissues betroffen voornamelijk materiaal van de platenlabels Vault Records (opgericht door onder meer Lewerke) en Autumn Records. Nieuwe muziek was er van Ron Escheté en Hampton Hawes. Het label was een jaar actief.
Het label bracht muziekuit van jazzfluitist Jason Lindh, Don Randi & the Baked Potato Band, The Beau Brummels, Ron Escheté, twee albums van Hampton Hawes en enkele compilatiealbums.

## Referentie
- Jas Album Discography